# Nationaal park Grampians
Het Nationaal park Grampians (Engels: Grampians National Park) ligt in de Australische deelstaat Victoria.

## Geschiedenis
Grampians National Park ligt in het zuidwesten van Victoria en omvat een zandsteengebergte. Het gebied kreeg zijn Engelse naam in 1836 van Major Thomas Mitchell, die de Grampians op de Grampian Mountains in Schotland vond lijken. Bij de Aboriginals, de inheemse bevolking van Australië, worden de Grampians aangeduid als "Gariwerd". De stammen van de Jardwadjali en Djab Wurrung zijn van oudsher de bewoners van het gebied. In 1984 werd 1672,19 km² van de Grampians beschermd als nationaal park.

## Flora en fauna
Bergbossen met Eucalyptus-soorten als de rode gomboom en de stringybark en varens domineren het landschap van Grampians National Park. Meer dan 970 plantensoorten kunnen in het gebied gevonden worden. Zoogdieren, met ongeveer veertig soorten vertegenwoordigd, als de oostelijke grijze reuzenkangoeroe (Macropus giganteus), de Bennettwallaby (Macropus rufogriseus), de voskoesoe (Trichosurus vulpecula) en de koala (Phascolarctos cinereus) zijn algemeen. Meer dan 200 vogelsoorten leven in Grampians National Park, waaronder de langsnavelkaketoe (Cacatua tenuirostris) en de helmkaketoe (Callocephalon fimbriatum).
In het park is, rond 1860, door Engelse kolonisten het edelhert geïntroduceerd.

## Archeologische en geologische bezienswaardigheden
In het noorden van Grampians National Park bevinden zich bij Ngamadjidj Shelter enkele grotschilderingen van Aboriginals. Centraal in het nationale park liggen de MacKenzie Falls, The Balconies en de Wonderland Range. De MacKenzie Falls is een waterval van ongeveer 25 meter hoog en 20 meter breed. The Balconies is een rotsformatie die zich boven een diep dal bevindt. De Wonderland Range is een gebied met meerdere geologische bezienswaardigheden, zoals de Grand Canyon, de Lady Hat Silent Street en The Pinnacle. De Grand Canyon en de Lady Hat Silent Street zijn beide ravijnen die respectievelijk erg breed en erg smal zijn. The Pinnacle is een rotspunt boven de Wonderland Range, die wandelaars kunnen beklimmen.
Alfred · 
Alpine · 
Baw Baw · 
Brisbane Ranges · 
Burrowa-Pine Mountain · 
Chiltern Box-Ironbark · 
Churchill · 
Coopracambra · 
Croajingolong · 
Dandenong Ranges · 
Errinundra · 
French Island · 
Grampians · 
Hattah-Kulkyne · 
Kinglake · 
Lake Eildon · 
Lind · 
Little Desert · 
Lower Glenelg · 
Mitchell River · 
Mornington Peninsula · 
Morwell · 
Mount Buffalo · 
Mount Eccles · 
Mount Richmond · 
Murray-Sunset · 
Organ Pipes · 
Otway · 
Port Campbell · 
Snowy River · 
Tarra-Bulga · 
Terrick Terrick · 
The Lakes · 
Wilsons Promontory · 
Wyperfeld · 
Yarra Ranges
Nationale parken in: AUS · NSW · NT · QLD · SA · TAS · VIC · WA